# Opowieści Hammetta
Opowieści Hammetta – amerykański kryminał z 1982 roku w reżyserii Wima Wendersa, którego fabuła została oparta na podstawie powieści Joego Goresa.

## Fabuła
San Francisco, lata 40. Dashiell Hammett pracuje w agencji detektywistycznej u Jimmy'ego Ryana. Zostaje zmuszony do poprowadzenia sprawy zniknięcia Crystal Long, chińskiej aktorki kabaretowej. Ryan pomaga mu w sprawie. Okazuje się, że Crystal była też prostytutką. Posiadała zdjęcia bardzo wpływowych osób w mieście, z którymi spełniała ich fantazje seksualne. Hammett musi zmierzyć się z nielubianą przez niego policją, ludźmi, którzy będą chcieli go zabić oraz zdradą wśród przyjaciół.

## Obsada
- Frederic Forrest – Dashiell Hammett
- Peter Boyle – Jimmy Ryan
- Marilu Henner – Kit Conger / Sue Alabama
- Roy Kinnear – Eddie Hagedorn
- Elisha Cook Jr. – Eli taksówkarz
- Lydia Lei – Crystal Ling
- R.G. Armstrong – Porucznik O'Mara
- Richard Bradford – Detektyw Bradford
- Michael Chow – Fong Wei Tau
- David Patrick Kelly – Gnojek
- Sylvia Sidney – Donaldina Cameron
- Jack Nance – Gary Salt
- Elmer Kline – Doc Fallon
- Samuel Fuller – stary mężczyzna